# Solfara Stazzone
La solfara Stazzone o miniera Stazzone è stata una miniera di zolfo sita in provincia di Caltanissetta nei pressi del comune di Montedoro in località Stazzone di proprietà dei fratelli Caico.
La solfatara era già attiva nel 1839, oggi è abbandonata.